# Finn Lied
Finn Lied (12. april 1916 – 10. oktober 2014) var en norsk politiker og forsker.
Finn Lied var industriminister i Trygve Brattelis regering i perioden 1971-72. Han var endvidere initiativtager til etableringen af det norske olieselskab Statoil, i hvilket selskab han fungerede som bestyrelsesformand i perioden 1974-84.
Lied var tidligere militærofficer, og tjenestegjorde som kaptajn i den norske hær fra 1944 til 1945. Fra 1946 til 1956 var han forsker ved det norske forskningsinstitut.
Han var fra 1971 medlem af det Norske Videnskaps-Akademi. Han blev udnævnt til kommandør af Sankt Olavs Orden i 1980.